# Xylodiplosis aestivalis
Xylodiplosis aestivalis är en tvåvingeart som beskrevs av Jean-Jacques Kieffer 1904. Xylodiplosis aestivalis ingår i släktet Xylodiplosis och familjen gallmyggor.
Artens utbredningsområde är Frankrike. Inga underarter finns listade i Catalogue of Life.